# (22438) 1996 HQ19
(22438) 1996 HQ19 est un objet de la ceinture principale d'astéroïdes extérieure découvert en 1996.

## Description
(22438) 1996 HQ19 a été découvert le 18 avril 1996 à l'observatoire de La Silla, au Chili, par Eric Walter Elst.

### Caractéristiques orbitales
L'orbite de cet astéroïde est caractérisée par un demi-grand axe de 3,21 UA, un périhélie de 2,84 UA, une excentricité de 0,11 et une inclinaison de 0,62° par rapport à l'écliptique. Du fait de ces caractéristiques, à savoir un demi-grand axe entre 3,2 et 4,6 UA, il est classé, selon la JPL Small-Body Database, comme objet de la ceinture principale d'astéroïdes extérieure.

### Caractéristiques physiques
(22438) 1996 HQ19 a une magnitude absolue (H) de 14,1 et un albédo estimé à 0,060.